# آنا رومانتوفسکا
آنا رومانتوفسکا (لهستانی: Anna Romantowska؛ زادهٔ ۱۶ مهٔ ۱۹۵۰) بازیگر اهل لهستان است.

از فیلم‌ها یا برنامه‌های تلویزیونی که وی در آن نقش داشته‌است، می‌توان به تله، شر کمتر، بچه‌ها و ماهی، همبستگی، همبستگی...، هتل ۵۲، بازجویی و دوشیزه بی‌اهمیت اشاره کرد.